# Ancoracysta
Ancoracysta è classificato filogeneticamente, secondo Cavalier-Smith et al. [2018], come un infragruppo appartenente al sottogruppo AHTSAR (l'altro é HTSAR), che è un raggruppamento di microorganismi appartenente al gruppo Diaphoretickes, supergruppo Eubikonta, del sottodominio Bikonta (organismi cellulari flagellati con più di un flagello) del dominio Eukaryota. Secondo una tassonomia classica, Ancoracysta costituisce un genere appartenente alla famiglia Ancoracystidae, ordine Alveida, classe Alveidea, phylum Haptista e regno Cromista del dominio Eukaryota

## Ancoracysta twista
Questo raggruppamento comprende una sola specie attualmente vivente conosciuta, Ancoracysta twista che è un microrganismo eucariotico. È un protista predatore che sembra più essere fratello (o ascendente) di Haptista piuttosto che discendente, come ritiene la tassonomia classica. Ancoracysta twista è stato descritto per la prima volta nel novembre 2017 in un articolo apparso su Current Biology. È stato trovato in un campione raccolto dalla superficie di un corallo cervello (brain coral) di un acquario tropicale. Si nutre attivamente di procarioto come Procryptobia sorokini, probabilmente immobilizzando la preda mediante espulsione un tipo di estrusoma precedentemente sconosciuto chiamato ancoracyst.

## Analisi cladistica
L'analisi genetica mostra che non è strettamente correlato a nessun lignaggio noto, ma potrebbe essere più strettamente correlato a un raggruppamento di aptofiti e centroelidi (Haptista), secondo le ultime analisi come progenitore. È noto per avere un genoma mitocondriale molto ricco di geni, il più grande conosciuto al di fuori dei jakobea (una classe del supergruppo excavata) o Diphylleia rotans.
In modo univoco, sembra contenere sia il gene HCCS (Heme Cytochrome C-type lyaSe) codificato nel nucleo sia il sistema di maturazione del citocromo c batterico codificato dai mitocondri.

## Tassonomia
Uno studio del 2018 di Cavalier-Smith, Chao & Lewis ha creato un nuovo sottophylum e successivi gradi tassonomici inferiori per Ancoracysta twista. Hanno anche creato una nuova combinazione per Colponema marisrubri (Mylnikov & Tikhonenkov, 2009), che ha dimostrato di essere ultrastrutturalmente simile e filogeneticamente vicino ad A. twista, ribattezzandolo così A. marisrubri, quindi come seconda specie di tale raggruppamento.